# النادي الأهلي لكرة السلة (طرابلس)

## عن الفريق
هو فريق كرة السلة التابع لنادي الأهلي الرياضي بطرابلس ينافس في الدوري الليبي الممتاز لكرة السلة تحصل على لقب الدوري الليبي الممتاز لكرة السلة في ثمان مناسبات كما تحصل على لقب بطل الدوري الإفريقي لكرة القدم سنة 2025 

## سجل البطولات
- الدوري الليبي الممتاز لكرة السلة / ثمانية ألقاب 
- أول بطولة سنة 1968
- الثانية كانت سنة 1969
- الثالثة كانت سنة 1971
- الرابعة كانت سنة 2001
- الخامسة كانت سنة 2014
- السادسة كانت سنة 2021
- السابعة كانت سنة 2022
- الثامنة كانت سنة 2024

- كأس ليبيا لكرة السلة / 4 ألقاب 
- 1976-1977
- 2001-2002
- 2017-2018
- 2020-2021

- كأس السوبر الليبي لكرة السلة / ثلاث ألقاب و نال الوصافة مرتين  
- أول الألقاب كان سنة 2018 ضد نادي النصر الليبي
- ثاني الألقاب كان سنة 2021 ضد نادي النصر الليبي
- ثالث الألقاب كان سنة 2024 ضد نادي النصر الليبي

- الدوري الإفريقي لكرة السلة ( بال ) / لقب واحد 
- الدوري الإفريقي لكرة السلة (بال) 2025

## أنظر أيضا
- الدوري الليبي الممتاز لكرة السلة
- كأس ليبيا لكرة السلة
- قائمة مباريات الكأس الممتاز الليبي لكرة السلة